# 이형정
이형정(李亨正, 1736년 - 1797년)은 조선 후기의 문신이다.

## 생애
조선 후기의 문신으로 본관은 전주, 휘는 형정(亨正), 자는 직경(直卿)이다. 수사 증 좌승지 이경한(李經漢)의 현손이고, 증 대사헌 이홍서(李弘遾)의 증손이며, 삼도수군통제사 이재항(李載恒)의 손자이다. 아버지는 안협현감(安峽縣監) 증 이조참판(吏曹參判) 이방현(李邦賢)이다.
부인은 교관 함양인 박대화(朴大和)의 딸로 증 정부인 함양박씨이다.
증 이참 방현의 장남으로 1736년(영조 12) 9월 21일 탄생하여 1783년(정조 7) 계묘(癸卯) 증광시(增廣試) 생원(生員)에 급제하였다.
1785년(정조 9) 명릉참봉(明陵參奉)에 제수되었다가 이해 10월 15일 경릉·홍릉을 보토하고 명릉의 계체(階砌)를 수보하며 경릉 신로(神路)의 석교(石橋)와 어로(御路)의 석교를 새로 만들고, 홍릉 비석의 어제 어필 음기(御製御筆陰記)를 새길 때 출번(出番)하였는데 능관이 보토할 때 함께 입회하여 역사를 감동하였으므로 직장(直長)에 제수하라하였다. 영릉참봉(永陵參奉)을 역임하고, 이해 10월 28일 상서직장(尙瑞直長)에 제수되고, 이해 12월 27일 예빈주부(禮賓主簿)를 역임하고 이해 12월 29일 형조좌랑(刑曹佐郞)을 역임하였다.
1786년(정조 10) 연접도감 각색낭청(延接都監 各色郞廳)을 거쳐 이해 10월 17일 형조정랑(刑曹正郞)에 제수되고, 이해 12월 25일 낭청(郞廳)에 제수되었다가 이해 12월 26일 아산현감(牙山縣監)에 제수되었다.
1787년(정조 11) 호서 암행어사 심환지(沈煥之)가 장계에 보고하길, "아산 현감(牙山縣監) 이형정(李亨正)은 재해를 당한 고을에 새로 부임해서 부지런히 다스리려고 노력하여, 진휼을 설행하는 데에 방도가 있으며 세금을 거두는 데에 폐단이 없습니다."하였다.
1788년(정조 12) 옥천군수(沃川郡守)에 제수되었다가 1791년(정조 15) 장악주부(掌樂主簿)를 역임하였다.
1792년(정조 16) 진산현감(珍山縣監)에 제수되고, 1794년(정조 18) 강릉령(康陵令)에 제수되었다가 이해 6월 20일 종친전부(宗親典簿)에 제수되었다.
1795년(정조 19) 종묘령(宗廟令)에 제수되어 역임하고, 1797년(정조 21) 1월 21일 향년 62세로 별세하여 충남 아산시 도고면 구수동 내 좌로 장사지냈다. 이조참판(吏曹參判)에 증직되었다.

## 가족관계
- 증조부 : 이홍서(李弘遾)
- 조부 : 이재항(李載恒)
- 아버지 : 이방현(李邦賢)
- 부인 : 증 정부인 함양박씨, 교관 함양인 박대화(朴大和)의 딸.